# Associazione Calcio Perugia 1941-1942
Questa voce raccoglie le informazioni riguardanti l'Associazione Calcio Perugia nelle competizioni ufficiali della stagione 1941-1942.

## Rosa
| N. |                   | Ruolo | Calciatore         |
| -- | ----------------- | ----- | ------------------ |
|    | Italia (bandiera) | A     | Candido Arrighi    |
|    | Italia (bandiera) | C     | V. Balducci        |
|    | Italia (bandiera) | C     | Vittorio Barcella  |
|    | Italia (bandiera) | C     | R. Bartoccioli     |
|    | Italia (bandiera) | D     | Luciano Barsella   |
|    | Italia (bandiera) | P     | Ermanno Biagioni   |
|    | Italia (bandiera) | A     | A. Biscarini       |
|    | Italia (bandiera) | A     | A. Cassoni         |
|    | Italia (bandiera) | A     | Carlo Cucco        |
|    | Italia (bandiera) | C     | Umberto De Angelis |
|    | Italia (bandiera) | C     | C. Duranti         |
|    | Italia (bandiera) | D     | P. Franchini       |
|    | Italia (bandiera) | P     | G. Guerri          |
|    | Italia (bandiera) | C     | Giuseppe Italiani  |
|    | Italia (bandiera) | P     | Giuseppe Malerbi   |

| N. |                   | Ruolo | Calciatore        |
| -- | ----------------- | ----- | ----------------- |
|    | Italia (bandiera) | A     | Ennio Masciolini  |
|    | Italia (bandiera) | D     | Angelo Mattei     |
|    | Italia (bandiera) | A     | Guido Mazzetti    |
|    | Italia (bandiera) | C     | S. Mecatti        |
|    | Italia (bandiera) | D     | Alessandro Monni  |
|    | Italia (bandiera) | D     | A. Perraro        |
|    | Italia (bandiera) | C     | M. Pettirossi     |
|    | Italia (bandiera) | A     | F. Pimpinelli     |
|    | Italia (bandiera) | A     | Otello Ricci      |
|    | Italia (bandiera) | A     | Rosello Roselli   |
|    | Italia (bandiera) | C     | Giuseppe Salvioli |
|    | Italia (bandiera) | A     | R. Scarponi       |
|    | Italia (bandiera) | C     | Franco Sorcinelli |
|    | Italia (bandiera) | D     | Gino Vezzi        |
|    | Italia (bandiera) | A     | Aldo Zucchero     |